# 吉忠
吉忠株式会社（よしちゅう）は京都市中京区御池通高倉西入に本社を置くマネキン・アパレル・テキスタイルの総合メーカーである。
コーポレート・メッセージは「Tommorow's Fashion Today」

## 会社概要
ROMAN 吉忠の通称で知られる、日本で最古参のアパレル総合メーカー。アパレルではニューロマンのブランドで婦人・紳士服を全国の専門店にて展開している。
テキスタイルでは大手ファッションブランド・専門店向けのアパレルメーカー婦人服地などの企画製造販売を主に子会社の吉忠フロンティア（株）、吉忠京都ロマン（株）、吉忠東京ロマン（株）、（株）ニューロマンが行っている。
各種マネキン・ボディなどの製造・販売（レンタル・リース）と百貨店の内装工事請負を子会社の吉忠マネキンが行っている。
また、JR原宿駅にビルボードを設置していたこともある（山手線内回り側の竹下通りに近い側に存在した）。

## スポンサー番組など
- 1968年に日本テレビ系で放送されていた、テレビドラマ『37階の男』（制作 : 東宝・宝塚映画）のオープニングでは衣裳協力としてクレジットされており、主演の中丸忠雄らに衣裳を提供していた。
- 1957年大阪テレビ放送開局と同時にTVの宣伝効果に着目してコマーシャル提供を開始。その後2006年3月まで朝日放送テレビ制作・テレビ朝日系（1975年3月まではTBS系）全国ネット番組である『新婚さんいらっしゃい!』に番組開始の1971年からスポンサーで参加していた。番組出場者にも出場記念品を贈呈していたが、広告宣伝費の見直しに伴い降板した[2]。当時の提供クレジットはROMAN 吉忠で、提供読みはファッションのロマン吉忠であった。
- 朝日放送ラジオの全国高校野球選手権大会中継でも「ほか各社」扱いでCMが放送されることもある。
- テレビ東京が制作する2時間スペシャル番組『日曜ビッグスペシャル』に、提供スポンサーで参加していたこともあった。
- この他にも地方のテレビ局でもスポンサーではないがCMが放送されたこともあった。